# 约恩·约翰森
约恩·约翰森（丹麥語：Jørgen Johansen，1928年2月24日—1994年11月6日），丹麦男子足球运动员，场上位置是守门员。他曾代表丹麦国奥队参加1952年夏季奥林匹克运动会足球比赛，获得第五名。